# 바르디니 정원

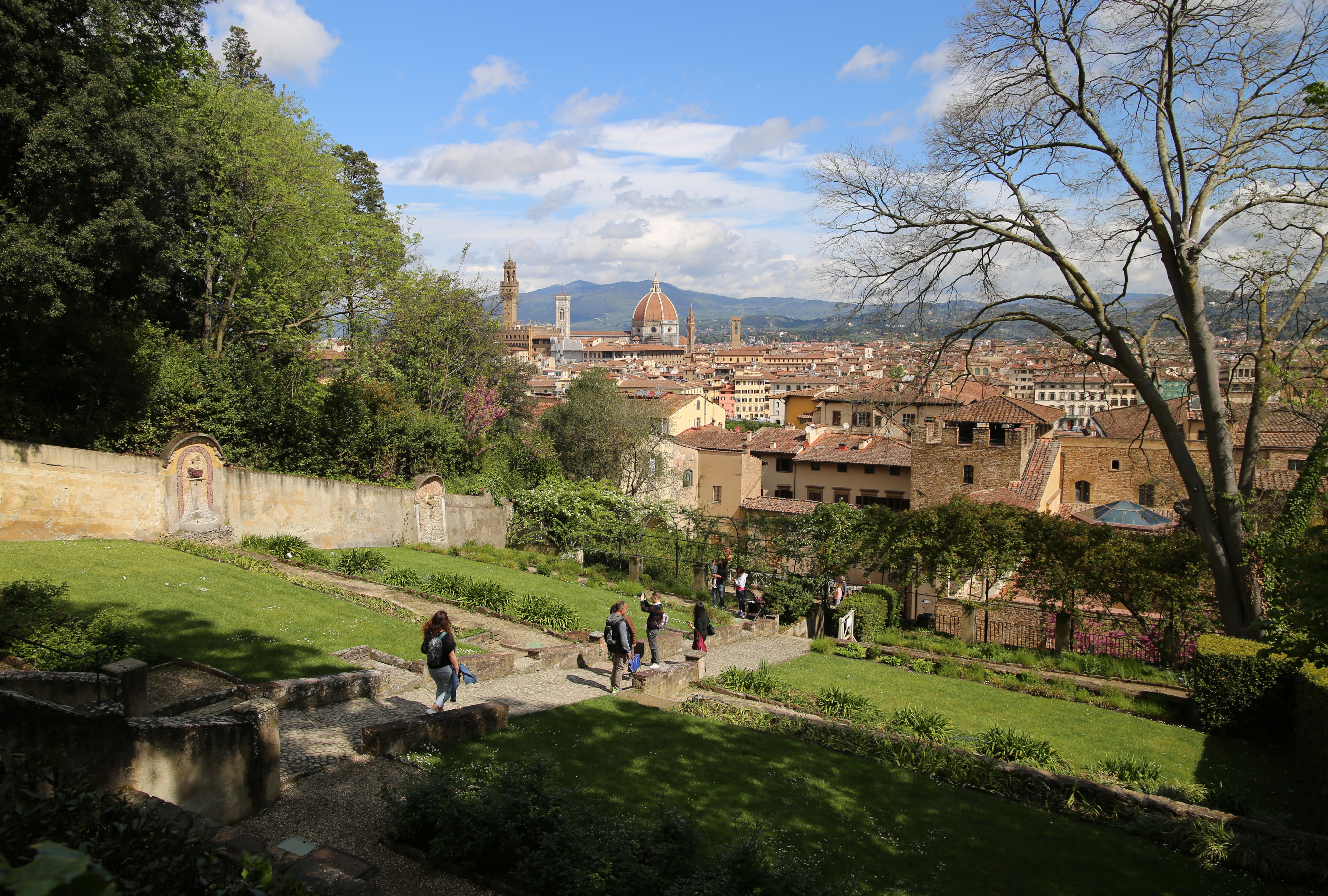
Giardino Bardini

바르디니 정원(Giardino Bardini)은 이탈리아 피렌체 올트라르노의 언덕 지대에 있는 바르디니 저택의 이탈리아 르네상스 정원이다. 최근에 들어서야 대중들에게 공개된 이곳은 피렌체의 비밀이 감춰진 곳 중 한 곳이다.
정원은 별도의 세 구역으로 구성되어 있으며, 각 구역은 각기 다른 시대에 만들어져 건축학적으로 그리고 농예상으로도 다양성을 더하고 있다. 정원 중심부에는 17세기에 지어진 넓은 계단이 존재한다. 이 계단의 한 쪽에서 19세기에 조성된 영국식 중국 정원을 찾아볼 수 있다. 다른 방향에는 이곳 정원의 농업 공원이 위치해 있다. 바르디니는 여러 조각상들을 보유하고 있고 피렌체시의 전경을 바라볼 수 있다. 정원 내 야생 동물에는 바위비둘기, 검은지빠귀, 숲비둘기 등이 있다.
입구는 올트라르노 지구에 있는 바르디니 박물관 바로 위에 있는 바르디니 거리를 통해 들어갈 수 있지만보관됨 2011-07-22 - 웨이백 머신, 출구는 벨레베데레 요새와 보볼리 정원 등이 있는 산 조르조 천변길로 이어진다.

## 같이 보기
- 그란디 자르디니 이탈리아니